# 中込達雄
中込 達雄（なかごめ たつお、1917年5月5日 - 没年不明）は、日本の経営者、銀行家。泉州銀行頭取を務めた。

## 経歴
山梨県出身。1944年に東京帝国大学法学部政治学科を卒業し、同年に大蔵省に入省。1966年に大臣官房会計課長、1969年に関東財務局長、1970年に住宅公団理事を経て、1972年には泉州銀行副頭取に就任し、1974年11月には頭取に昇格。1993年5月に会長、1996年6月に取締役相談役名誉会長、1998年6月に相談役名誉会長、1999年6月に顧問を経て、2000年6月には名誉顧問に就任。
2004年4月に瑞宝中綬章を受章。